# Veerapandi (Tirupur)
Veerapandi es una ciudad censal situada en el distrito de Tirupur en el estado de Tamil Nadu (India). Su población es de 50301 habitantes (2011). Se encuentra a 8 km de Tirupur y a 45 km de Coimbatore.

## Demografía
Según el censo de 2011 la población de Veerapandi era de 50301 habitantes, de los cuales 25600 eran hombres y 24701 eran mujeres. Veerapandi tiene una tasa media de alfabetización del 86,27%, superior a la media estatal del 80,09%: la alfabetización masculina es del 91,02%, y la alfabetización femenina del 81,37%.